# Stemma della Dominica
Lo stemma della Dominica è il simbolo araldico ufficiale del Paese, adottato il 21 luglio 1961.

## Descrizione
Esso consiste in uno scudo composto da quattro settori su cui sono raffigurati una palma da cocco, una rana nativa dell'isola, un albero di banano e un'imbarcazione tra le onde. Lo scudo è coronato da un leone dorato, mentre ai lati si trovano due amazzoni imperiali, uccello simbolo del paese, e nella parte inferiore un cartiglio riporta il motto del Paese: Après Bondie C'est La Ter (in francese dopo il Buon Dio la Terra).